# John Gay (költő)
John Gay (Barnstaple, Devon, 1685. június 20. – London, 1732. december 4.) angol költő, drámaíró. Koldusopera című művével megteremtette a ballad opera műfaját.

## Élete, munkássága
Gay a barnstaple-i gimnáziumban tanult, majd Londonba ment, ahol egy selyemkereskedőnél dolgozott segédként. A kereskedést hamar megunta, visszatért szülővárosába, és nagybátyjánál, John Hanmernél tanult tovább. Ezután ismét Londonba költözött. Megismerkedett Alexander Pope-pal, és 1713-ban neki ajánlotta Rural Sport című művét. Ettől számítható életen át tartó barátságuk. 1714-ben írta The Shepherd’s Week című pásztorjátékát, amiben a vidéki Anglia életét mutatta be. Még ebben az évben, Jonathan Swift javaslatára kinevezték titkárnak a hannoveri a brit nagykövetségre, de Anna királynő 1714. augusztus 1-jén bekövetkező halála miatt már három hónap múlva megszűnt a megbízatása. 1715-ben, valószínűleg Pope segítségével, bemutatta a What d’ye call it? című, a kortárs tragédia paródiájának szánt művét, különös tekintettel Thomas Otway Venice Preserv'd című darabjára. 1716-ban megjelent a Travia, avagy az Art of Walking the Streets of London című háromkötetes versgyűjteménye. 1717 januárjában bemutatta Three Hours after Marriage című komédiáját, ami szokatlanul „illetlen” stílusa miatt megbukott. Talán közreműködött ebben Pope és John Arbuthnot is, de valószínűbb, hogy egyedül Gay műve az egész. 1720-ban megírta Händel számára az Acis és Galatea című – eredetileg oratóriumnak készült, de a későbbiekben inkább operaként előadott – műve  szövegét.
Gay munkáját több mecénás is segítette, 1720-ban így publikálhatta Poems on Several Occasions című kötetét, ami vagyonnyi, legalább 1000 fontos bevételt hozott számára. Ebben az évben James Craggs államtitkár közvetítésével – barátai tanácsai ellenére – minden pénzét befektette a dél-tengeri kereskedelembe, ám minden pénze odaveszett. A sokk miatt állítólag súlyos beteg lett, de barátai nem hagyták magára, mecénásai – William Pulteney, aztán Bath grófja, Burlington grófja és Queensberry hercege – is próbáltak lelket önteni belé. 1727-ben Vilmos herceg (a későbbi Cumberland hercege) hatodik születésnapjára verses mesesorozatot írt Fifty-one Fables in Verse címmel, remélve, hogy megkapja a jutalmát érte. Kapott is egy kinevezést a gyermek Louisa hercegkisasszony mellé, de – barátai egyetértésével – visszautasította a méltatlan ajánlatot, és ettől kezdve semmilyen szolgálatot nem tett az udvarnak.
1728 fontos évszám lett Gay életében: ekkor mutatták be fő művét, a háromfelvonásos Koldusoperát, amivel megteremtette a szatirikus opera, a ballad opera műfaját. A darab születésének többszörös előzménye is volt. Az egyik az, hogy a londoniak megcsömörlöttek az egyeduralkodónak számító olasz operától, ami gyakorlatilag Händel működéséhez köthető, és érthető, köznapibb történetekre vágytak. Az olasz operák nyelvét ugyanis csak kevesen értették, a görög-római istenek körében játszódó történetek pedig túlságosan is fennköltnek számítottak. Mindezek fejében megváltozott a közönség viszonya az eleinte bálványozott olasz sztár-énekesekkel is: nagyképűnek és túlfizetettnek tartották őket. Az olasz operák egyre inkább a gúnyolódás céltáblájává váltak. A Koldusopera születésének másik fontos momentuma az az eset, ami 1724-ben megmozgatta London közvéleményét. Egy útonállót, bizonyos Jack Sheperdet az ellene valló Jonathan Wild vallomása alapján kötél általi halálra ítéltek, de a tanúskodót még a tárgyaláson leszúrták. Ennek hatására Gay előbb megírta a Newgate’s Garlandot, majd rövidesen nekiállt a Koldusoperának, de csak 1728-ban, közvetlenül a bemutató előtt készült el vele. A darab születésének, a gay-i szatírának további célpontjai a korabeli politikai élet vezető politikusai voltak.
Gay a darabhoz különböző meglévő és a közönség által jól ismert, népszerű dallamokat gyűjtött össze. A költő zeneileg eléggé képzett volt: jól ismerte a népi balladákat, játszott fuvolán és „rendelkezett zenei írás-olvasási tudással”. A nyitány megírására és a hangszerelés elkészítésére mindazonáltal John Christopher Pepusch, német születésű zeneszerzőt kérte meg. A Koldusoperát 1728. január 29-én, a londoni Lincoln’s Inn Field Theatre-ben mutatták be, és azonnal óriási sikert aratott, még ebben az évben példátlan számú, 62 előadást ért meg. A közönség értette történetet, felismerte a szereplőket. A történet London alvilágában játszódik, szereplői bűnözők, alakjuk mindazonáltal alkalmas volt az államot vezető osztály kigúnyolására, akik nem csupán egy-egy embert lopnak meg, hanem egy egész országot. Külön céltáblát jelentett Gay számára Robert Walpole miniszterelnök, akinek a kigúnyolására Lockit személyét választotta ki. A korabeli nézők számára ugyanilyen nyilvánvaló volt a Peachum – Jonathan Wild megfelelés is. Gay külön figyelmet fordított az olasz operák kigúnyolására is. A Faustina Bordoni és Francesca Cuzzoni olasz primadonnák közötti rivalizálást például Polly és Lucy viszályával jelképezte. A darab befejezése kifejezetten a klasszikus operák befejezését figurázza ki, a Koldusopera ugyanis szokatlan módon, happy enddel zárul: az elítélt Macheath-t a Színész és a Koldus – mintegy a közönség véleményét kikérve – az utolsó pillanatban felmenti, és a gyászos vég helyett énekes-táncos mulatsággal zárul az opera.
A siker arra késztette John Gayt, hogy megírja a történet folytatását Polly címmel, de a Koldusopera hatalmon lévő politikus céltáblái betilttatták a darabot. A Pollyt végül csak jóval Gay halála után, 1779-ben mutatták be. Utolsó éveiben már nemigen írt, Queensberry hercege és felesége gondoskodott róla, otthont biztosítottak számára. 1732. december 4-én elhunyt, a westminsteri apátságban temették el.

## Fordítás
- Ez a szócikk részben vagy egészben  a   John Gay című angol Wikipédia-szócikk ezen változatának fordításán alapul.  Az eredeti cikk szerkesztőit annak laptörténete sorolja fel. Ez a jelzés csupán a megfogalmazás eredetét és a szerzői jogokat jelzi, nem szolgál a cikkben szereplő információk forrásmegjelöléseként.